# Colonia Morelos, José Sixto Verduzco
Colonia Morelos är en ort i Mexiko.   Den ligger i kommunen José Sixto Verduzco och delstaten Michoacán de Ocampo, i den centrala delen av landet, 270 km väster om huvudstaden Mexico City. Colonia Morelos ligger 1 695 meter över havet och antalet invånare är 377.
Terrängen runt Colonia Morelos är kuperad åt sydost, men åt nordväst är den platt. Runt Colonia Morelos är det ganska tätbefolkat, med 104 invånare per kvadratkilometer. Närmaste större samhälle är Abasolo, 16,5 km norr om Colonia Morelos. Trakten runt Colonia Morelos består till största delen av jordbruksmark.